# Tűz és vér
A Tűz és vér, (eredeti címén: Fire & Blood) George R. R. Martin, amerikai író 2018-ban megjelent, fantasy könyve, ami Westeros leghatalmasabb nemesi családjának, a Targaryen-háznak a történetét meséli el, I. "Hódító" Aegon partraszállásától, egészen III. Aegon "Sárkányvész" régensségéig. Martin ezen kötete közvetlenül egy történelemkönyvként hat, az általa jegyzett A tűz és jég dala világához. A könyv 2018. augusztus 20-án jelent meg az Egyesült Államokban, Magyarországon 2019. május 2-án került a boltokba.
A könyvet A tűz és jég dala világában, a Fellegvári Gyldayn főmester jegyezte le. Martin a könyvet úgy szerkesztette meg, mintha egy történelmi forrásmunkát olvasnánk, amelyet egy mestere ír le Westeros világában.

## Cselekmény
|  | Alább a cselekmény részletei következnek! |

A Tűz és vér első kötete a következő részeket tartalmazza:
Aegon hódítása: I. Aegon meghódítja Westeros Hét Királyságát a nővéreivel, Rhaenysszel és Visennyával, és sárkányaikkal: Aegon Balerion, a Fekete Iszonyat hátán, Rhaenys Meraxes hátán, Visenya pedig Vhagar hátán.
A sárkány három feje: I. Aegon uralma a hódítást követően. Uralkodása alatt készült el a Vastrón, ami Aegon ezer ellenségének kardjából készült, és Balerion sárkánytüzében kovácsolták.
A sárkány fiai: I. Aegon fiainak, I. Aenys királynak, és I. "Kegyetlen" Maegor királynak uralkodása. Maegor halálát követően, Aenys fia, I. Jaehaerys király lépett trónra, akit az Öreg Királyként emlegettek.
A sárkány örököse: Az I. Jaehaerys király uralkodása, és fiainak halálát követő utódlás kérdésével is foglalkozik.
A sárkányok veszte: A Sárkányok táncaként emlegetett polgárháború eseményeit meséli el, ahol I. Viserys Tagraryen legidősebb lánya Rhaenyra, és annak féltestvére, Aegon közötti ellenségeskedés történetét írja le, ahol mindkettő a Vastrón, és a Hét Királyság feletti uralomért küzdött.
Utójáték: Rhaenyra Targaryen fia, III. Aegon és régenseinek uralkodását és annak néhány korai évét fedi le. III. Aegon uralma alatt halt ki a legutolsó sárkány, és közel 200 évig utána nem látott a világ sárkányokat - egészen Daenerys Targaryen gyermekeinek születéséig. 
|  | Itt a vége a cselekmény részletezésének! |

## Kritikák
A Tűz és vér vegyes kritikákat kapott a megjelenését követően. Hugo Rifkind, a The Times-tól „végtelen, önkényeztető baromságként” jellemezte. Roisin O'Connor, a The Independent munkatársa a könyvet száraz hangvétele miatt hibáztatta, és kijelentette, hogy az olvasás során olyan érzése támadt, mintha „egy enyhén érdekes, de gyakran unalmas, házi feladatot kapott volna." A Publishers Weekly kijelentette, hogy "Martin hangulatos történetmesélési stílusa és a megragadó narratíva tehetsége többnyire hiányzik ebből a száraz történelemből."
Ezzel szemben Dan Jones, a The Sunday Times munkatársa méltatta a könyvet, „a népszerű történelmi fikció remekművének” nevezve. Hasonlóképpen, Chris Lough, a Tor.com-tól úgy írta le a könyvet, mint "...a legjobb A tűz és jég dala könyv 18 év alatt", összehasonlítva a Kardok viharával.

## Magyarul
- Tűz és vér; ford. Stemler Miklós; Alexandra, Pécs, 2019
- Tűz és vér; ford. Pék Zoltán; Alexandra, Pécs, 2020

## Tévésorozat
Az HBO Max gondozásában készült el a könyv alapján, a Sárkányok háza című fantasy-dráma sorozat, ami jelenleg a Trónok harca előzménysorozataként funkcionál, és a Sárkányok táncát, a Targaryen polgárháborút meséli el. A sorozat producerei közé tartozik Martin, Vince Gerardis, Ryan Condal, és Miguel Sapochnik.